# Pacey Witter
(Pacey a Dawson nell'episodio Fratelli di sangue)
Pacey Witter è un personaggio della serie televisiva Dawson's Creek, interpretato da Joshua Jackson con la voce italiana di Nanni Baldini.

## Descrizione del personaggio
Nato e cresciuto nella cittadina di Capeside in Massachusetts nella quale il padre John lavora come sceriffo, Pacey è il più giovane di quattro figli, ha un fratello maggiore, ovvero Doug (vice-sceriffo di Capeside) e due sorelle più grandi, Kerry e Gretchen. È legato dall'infanzia a Dawson Leery e Joey Potter, ciò che caratterizza il rapporto con quest'ultima è la loro vicendevole antipatia, anche se poi Pacey finirà con l'innamorarsene, tuttavia il primo amore di Pacey è stata Andie McPhee.
Dawson è il suo migliore amico, la diversità tra Pacey e il protagonista è stata più volte tra gli elementi dominanti del personaggio: Dawson è un ragazzo ambizioso, serio e assennato mentre Pacey preferisce vivere con spensieratezza, oltre al fatto che è sarcastico, anticonformista, impulsivo, autoindulgente, impertinente e con una tempra aggressiva, questi aspetti del suo carattere hanno principalmente lo scopo di celare le sue insicurezze. Pur non sentendosi particolarmente legato a Capeside, non ha mai desiderato andarsene dato che è un posto in cui si identifica a causa della propria convinzione di non poter ambire a una vita e a un'esistenza più gratificante, lui stesso ammette che proprio per questa ragione pur sforzandosi non riesce a porsi degli obiettivi e delle aspirazioni. 
Contrariamente ai suoi amici, durante gli anni del liceo, Pacey non ha mai coltivato ambizioni, ha sempre provato una totale indifferenza nei confronti dell'istituzione scolastica, spesso prende cattivi voti, è un ragazzo intelligente e più volte è stato suggerito che potenzialmente Pacey avrebbe potuto essere uno studente brillante, ma essendo demotivato non è capace di impegnarsi, ciò in parte è dovuto al brutto rapporto con la famiglia, in particolare con il padre e il fratello, anche se vogliono bene a Pacey lo considerano da sempre un incapace privo di determinazione, più volte Pacey si è autodefinito la "pecora nera" della famiglia, questo è un altro fattore che lo distingue da Dawson che invece ha sempre potuto contare sul sostegno dei suoi amorevoli genitori, tuttavia Pacey ha un buon rapporto con la sorella Gretchen, l'unica in famiglia che oltre ad amarlo crede in lui.
Emerge spesso che uno dei principali difetti di Pacey è l'incapacità di essere emotivamente indipendente, a causa del proprio senso di inadeguatezza necessita costantemente di essere sostenuto dagli altri. Esercita una forte attrattiva sulle ragazze, inoltre ha un debole per le donne più grandi e mature, se infatti Dawson crede nell'amore sincero e autentico, oltre al fatto che lui ama razionalizzare i sentimenti, Pacey nelle sue avventure amorose si focalizza principalmente sul mero divertimento, preferendo separare l'attrazione dal legame emotivo: ciò in realtà è più una conseguenza del senso di incompletezza di Pacey che non gli consente di costruire relazioni capaci di progredire. Tuttavia Pacey si rivela alle volte un compagno dolce, amorevole e devoto, in tutta la serie le uniche ragazze che ha amato realmente sono Andie e Joey. Nonostante le differenze tra Dawson e Pacey, è stato più volte evidenziato quanto siano profondamente legati l'uno all'altro, secondo Dawson è proprio la loro diversità il collante della loro amicizia, ritenendo che il cinismo di Pacey abbia il potere di bilanciare l'idealismo di Dawson.
Pacey è un ragazzo dalle molte qualità: è bravo a capire le persone senza necessariamente giudicarle, è altruista e sempre pronto a prendere le difese degli altri, inoltre è simpatico, intraprendente e avventuroso. Tra le sue passioni c'è la nautica, è bravo nei lavori manuali e sa giocare bene a poker e a biliardo, nella quinta stagione scopre di avere un innato talento per l'alta cucina.

## Biografia

### Prima stagione
La trama del personaggio è incentrata sulla sua infatuazione nei confronti di Tamara Jacobs, insegnante di letteratura che si è trasferita da poco a Capeside iniziando a lavorare nel liceo, dal primo momento in cui la vede Pacey perde la testa per lei. In contemporanea Pacey, Joey e Dawson accolgono nel loro gruppo Jen Lindley, appena arrivata da New York, la quale dà inizio al triangolo amoroso tra lei Joey e Dawson, effettivamente è proprio Pacey che in più occasioni elargisce a Dawson dei saggi consigli sui sentimenti ambivalenti che quest'ultimo nutre per entrambe le ragazze, inoltte è Pacey il primo a fargli prendere coscienza che lui ama Joey, benché Dawson all'inizio la considerasse solo un'amica. Pacey tenta ripetutamente di corteggiare Tamara, la quale prova a mettere le distanze da lui vista la loro differenza d'età, ma poi rimane in qualche modo catturata dal carattere intraprendente di Pacey, facendo l'amore con lui, egli perde così la verginità. Pacey e Tamara iniziano una relazione clandestina, di cui solo Dawson è a conoscenza, ma per via di una leggerezza di Pacey si diffonde la voce che lui e Tamara stanno insieme. Lei rischia di essere processata, ma Pacey mente al tribunale in modo che le accuse contro Tamara possano cadere, lei tuttavia è costretta a lasciare Capeside ritenendo che quella con Pacey sarebbe comunque una relazione senza futuro.

### Seconda stagione
Pacey conosce Andie, la quale si è trasferita in città insieme al fratello Jack frequentando lo stesso liceo, in un primo momento Pacey e Andie si prendono in antipatia, ma poi diventano rapidamente amici, senza che lui se ne renda conto Andie inizia a innamorarsi di Pacey. Tamara torna brevemente a Capeside e nonostante Pacey fosse tentato di riallacciare la loro relazione, comprende ormai di ricambiare i sentimenti di Andie e che allo stato dei fatti la cosa più saggia è avere una storia con una ragazza che abbia la sua stessa età. Pacey, per merito di Andie, inizia a evolversi come persona, se per molto tempo egli abbia trovato la propria identità nella sua scarsa autostima, grazie a Andie prende più coscienza delle sue capacità, diventa una persona più seria e matura, anche i suoi voti a scuola migliorano molto, Andie inoltre fa l'amore con lui perdendo la verginità.
La relazione tra Pacey e Andie inizia però ad affrontare una serie di ostacoli, a cominciare dall'omosessualità di Jack, che all'inizio lo rende un bersaglio facile a scuola, Joey e Pacey in particolare prendono le sue difese mostrando soliderietà dei suoi confronti, inoltre Andie ha un crollo nervoso, infatti Pacey scopre che quando Tim (il fratello maggiore di Andie e Jack) è morto lei ha iniziato a manifestare dei forti disturbi psicologici, Andie sta diventando sempre più incostante e depressa. A dispetto di tutti i problemi che il loro rapporto sta affrontando, Pacey si ostina a non rinunciare a lei, pur amandola è però evidente che Pacey ormai è troppo dipendente da Andie e agisce principalmente per egoismo imputando a Andie il fatto che ormai Pacey è un ragazzo migliore, è per questo che si rifiuta di perderla coltivando l'illusione di poterla aiutare. La faccenda degenera quando Andie, sotto forma di allucinazione, vede Tim, il defunto fratello, iniziando a perdere il senso della realtà, alla fine il padre di Andie decide di internarla in una clinica, di conseguenza lei e Pacey si separano, infatti Andie ha capito che deve guarire in modo da non dover essere più di peso a Pacey.

### Terza stagione
Andie viene dimessa dalla clinica potendo tornare a Capeside, tuttavia Pacey la lascia quando lei gli rivela di averlo tradito con Mark, un altro paziente della clinica. Pacey, in reazione alla sua rottura con Andie regredisce tanto da tornare a essere la persona titubante e priva di obiettivi che era all'inizio, i suoi voti scolastici peggiorano nuovamente, infatti benché sia maturato come persona non è ancora abbastanza forte da essere autonomo sul versante emotivo. Andie, mortificata di averlo tradito, ed essendo ancora innamorata di lui, tenta più volte di conquistare il suo perdono, ma Pacey pur tenendo molto a lei e anche se non le porta rancore, capisce che in fondo non sono fatti l'uno per l'altra preferendo avere Andie come amica.
Pacey acquista da un amico di suo padre una barca danneggiata, riesce a ristrutturarla con duro lavoro chiamandola True Love ("vero amore") come Pacey ha ammesso più volte ha deciso di darle questo nome perché ritiene l'amore sincero un concetto irrealistico, ma in questo modo può averlo per sé in maniera artificiosa. Tenta una relazione di solo sesso con Jen, ma lei capisce che Pacey sta iniziando a legarsi a Joey, in un primo momento come amico, ma poi i due si innamorano, questo però danneggia il rapporto con Dawson, anche lui innamorato di Joey, cosa che adesso lo spinge a vedere in Pacey un rivale. Tuttavia, quando capisce che Joey ama Pacey, non ritenendo corretto da parte sua ostacolare il loro amore, decide di non intromettersi, finalmente Joey e Pacey si mettono insieme e lasciano Capeside in modo trascorrere l'estate viaggiando con True Love che Pacey ha totalmente ristrutturato.

### Quarta stagione
Pacey e Joey fanno ritorno a Capeside dopo aver trascorso in barca l'estate, si sono mantenuti facendo diversi lavori, Pacey prende una casa in affitto con la sorella Gretchen. È l'ultimo anno di liceo, ma Pacey scopre che era stato bocciato in tre materie, di conseguenza per evitare di ripetere l'anno, oltre a lavorare per mantenere stabile la propria media scolastica, deve recuperare anche i cattivi voti che si è lasciato alle spalle.
Seppur con non poche difficoltà Pacey e Dawson si riconciliano, tuttavia Pacey non riesce ad accettare il forte legame che unisce Dawson a Joey, essendo consapevole che quest'ultima nutre per Dawson un sentimento che non proverà mai per lui. Per la prima volta Pacey affronta i suoi problemi scolastici con rabbia e frustrazione, la causa è da ricondursi alla figura di Joey, ormai Pacey avverte la necessità di essere all'altezza della propria fidanzata, ma lei dopo il diploma partirà per Boston studiando nella prestigiosa università di Worthington mentre Pacey non è sicuro di riuscire a diplomarsi, e al massimo più solo ambire a un'università pubblica, iniziando a provare per Joey un vero e proprio complesso di inferiorità.
Anche se Pacey ama Joey immensamente con lei non riesce più a essere felice, la loro relazione è incentrata principalmente sul desiderio di Pacey di sostenerla e compiacerla, ma purtruppo lui e Joey sono ormai su due piani completamente diversi, Pacey non ha più niente da offrirle, infatti Joey desidera realizzare le proprie ambizioni mentre lui sembra rassegnarsi a una vita priva di prospettive. Joey perde la verginità facendo l'amore con lui, ma questo invece che unirli non fa che dividerli ulteriormente, Pacey non è più capace di dominare le sue insicurezze, e decide di lasciarla per evitare di continuare a proiettare su Joey i propri fallimenti.
Benché Pacey volesse rinunciare al diploma, il suo insegnante, il professor Kasdan, lo incoraggia a sostenere l'ultimo esame: Pacey lo supera e riesce a conquistare il diploma. Pacey accetta un'offerta di lavoro in un'imbarcazione di lusso come marinaio in un viaggio per i Caraibi, infine lascia Capeside non presentandosi alla cerimonia di diploma.

### Quinta stagione
Dopo aver trascorso l'estate a viaggiare nei Caraibi, ora Pacey si è trasferito a Boston, dove vivono anche Joey, Jen e Jack che frequentano l'università, Pacey abita nella barca nella quale ha navigato durante l'estate, vive infatti allo yacht club, solo Jen all'inizio era a conoscenza del fatto che Pacey si fosse trasferito a Boston, lui non ha il coraggio di frequentare nuovemente i suoi amici per timore di confrontarsi con Joey, ma quando lei per puro caso scopre che Pacey vive a Boston si riconcilia con lui, e infatti tornano a essere amici.
Doug trova a Pacey un lavoro, almeno per dargli la possibilità di emanciparsi, al Civilization, uno dei ristoranti migliori della città, lo chef è Danny Brecher il quale insegna a Pacey le basi della cucina, e in breve Pacey si rivela un cuoco molto promettente, per la prima volta si sta dedicando a qualcosa che lo sta appassionando. Danny parte in vacanza con la moglie lasciando a Pacey la propria casa, anche perché ormai non può più abitare nello yacht dato che ha rifiutato l'offerta di imbarcarsi per un nuovo viaggio.
Intraprende relazioni romantiche non molto impegnative, prima con Melanie Shea Thompson, ragazza di famiglia benestante che studia legge all'università, e poi con Karen Torres, collega di lavoro al Civilization. Capisce poi di provare dei sentimenti per Audrey Liddell, compagna di stanza di Joey a Worthington, i due diventano una coppia, tuttavia Danny vende il Civilization a Alex Pearl la quale per gioco cerca di sedurre Pacey, tanto che Audrey lo lascia dal momento che lui era tentato di tradirla. Pacey, stufo dell'arroganza di Alex, sabota la cena con i potenziali investitori distruggendo il progetto di Alex, ovvero quello di aprire un altro ristorante a Filadelfia, e il Civilization chiude per fallimento. Pacey riesce a riconquistarsi il perdono di Audrey e i due decidono di trascorrere insieme l'estate in California.

### Sesta stagione
Audrey e Pacey tornano a Boston dopo aver trascorso l'estate a Los Angeles, il padre di Audrey offre a Pacey un tirocinio in un'agenzia di cambio e lui accetta, infatti non intende lavorare ancora come cuoco ritenendo che un lavoro troppo modesto non gli permetterebbe di affermarsi come uomo, inoltre lui e Jack vanno a vivere insieme dividendo un appartamento con Emma Jones, una ragazza venuta dall'Inghilterra per studiare musica all'università. Pacey si afferma come il miglior venditore dell'ufficio e supera l'esame per la licenza da agente di borsa, inizia a sperimentare sensazioni nuove come l'ambizione e il desiderio di responsabilizzarsi, inoltre anche il rapporto con il padre John migliora molto.
Purtroppo in amore le cose per Pacey non procedono altrettanto bene, lui e Audrey si stanno allontanando, Pacey è ancora innamorato di Joey dato che lei è il suo unico grande amore, ciò si riflette sulla sua incapacità di stringere relazioni mature con altre ragazze, anche se Pacey vuole molto bene a Audrey lei focalizza il loro rapporto più sul divertimento mentre Pacey ormai desidera vivere con più giudizio e solerzia, Audrey infine lo lascia capendo che Pacey non è mai stato realmente innamorato di lei. 
Dawson affida a Pacey i propri risparmi, desidera che lui investendoli bene, gli dia i capitali necessari per girare un proprio film. Pacey investe il denaro in un'industria farmaceutica ma le azioni crollano dato che non è stata approvata la vendita di un farmaco che avrebbe dovuto garantire dei profitti. Pacey rinuncia alla sua carriera disgustato da quell'ambiente avendo capito che i broker si limitano solo ad arricchirsi sulle commissioni ma senza tutelare gli interessi dei clienti che gli accordano la loro fiducia. Per un piccolo periodo lui e Joey torneranno a frequentarsi, ma la storia avrà vita breve. Torna a vivere a Capeside, e mentre Dawson gira comunque il suo film, seppur con mezzi limitati aiutato da Joey, Jack, Audrey e Jen, ottenendo parzialmente un riscatto Pacey convince alcuni investitori a cedergli del denaro per Dawson.
Sono trascorsi cinque anni, Pacey dirige l'Icehouse come proprietario e chef, il diner che apparteneva a Joey e alla sua famiglia, ma che Pacey ha ristrutturato trasformandolo in un ristorante, che è riuscito ad aprire grazie a Doug che ha fatto da garante con la banca. Ormai Pacey e Doug sono molto più uniti, inoltre quest'ultimo ha una relazione con Jack, che Pacey incoraggia ampiamente. Anche se tutto fa supporre che quella di Pacey sia una vita perfetta, in realtà è solo apparenza, quella di Pacey è un'esistenza vuota, ha una relazione con Maddy, una donna sposata per cui in realtà non prova niente: nel cuore di Pacey c'è ancora Joey, convinto di averla persa per ostinazione si rifiuta di essere felice e di mettere ordine nella propria vita. Pacey affronta un brutto momento, così come tutti i suoi amici, quando scopre che Jen è malata e sta per morire, tuttavia è proprio la morte di Jen che gli fa capire che lui deve lottare per essere felice, di conseguenza rinuncia a Joey avendo compreso che la sua ossessione per lei non gli permetterà mai di costruirsi un futuro. In realtà anche Joey ha capito di amarlo e che desidera stare con lui, i due tornano insieme e si trasferiscono a New York, continuando a rimanere legati a Dawson da un buon rapporto di amicizia, anche se Dawson avrà sempre un posto idealizzato nel cuore di Joey, è Pacey l'uomo con cui lei vuole trascorrere la sua vita.